# US-Militärintervention in Nicaragua 1909–1925
Die US-Militärintervention in Nicaragua 1909–1925 war die erste US-Militärintervention in Nicaragua. Sie dauerte vom 10. September 1909 bis 1925 und stand im Kontext der Bananenkriege der USA von 1898–1934 im zentralamerikanisch-karibischen Raum.

## Vorgeschichte

### Anfänge der Kanonenbootpolitik vor Nicaragua
Wegen des Aufstandes vom 12. Juli 1893 in León, der in Managua zur Machtübernahme von José Santos Zelaya führte, riet der US-Botschafter Lewis Baker seiner Regierung, Kriegsschiffe nach Nicaragua zu schicken.
Ende April 1895 besetzten 400 britische Soldaten das Zollhaus des Hafens von Corinto, um Forderungen der britischen Regierung namens einiger von Nicaragua ausgewiesener britischer Staatsbürger durchzusetzen. Um US-Bürger zu schützen, wurden der Schraubendampfer USS Alert und der Panzerkreuzer USS Atlanta nach Corinto beordert.
Als Präsident José Santos Zelaya von Nicaragua Ende 1906 / Anfang 1907 versuchte, Präsident Manuel Bonilla von Honduras zu stürzen, ließ US-Präsident Theodore Roosevelt Marinesoldaten unter dem Kommando von Hauptmann William F. Fullam in Bluefields an der Atlantikküste Nicaraguas landen, um US-Interessen zu wahren.

### US-Investitionen
US-Unternehmen begannen 1882 an der Miskitoküste ausgedehnte Bananenplantagen anzulegen, bis 1900 kontrollierten sie dort nahezu den gesamten Handel. Angesichts dieser Entwicklung erließ Präsident José Santos Zelaya 1894 das Dekret der Wiedereingliederung (nämlich der Miskitoküste), woraufhin diese von nicaraguanischen Truppen unter General Rigoberto Cabezas besetzt wurde. Aus der Miskitoküste wurde das nicaraguanische Departamento Zelaya.
Eines der US-Unternehmen an der Miskitoküste war La Luz y Los Angeles Mining Company, welche nahe Siuna Goldvorkommen ausbeutete. La Luz y Los Angeles Mining Co. wurde von The Rosario and Light Mines Co. aufgekauft. Buchhalter der Rosario Mining Company war Adolfo Díaz. José Santos Zelaya wollte von der Rosario Mining Company Steuern erheben. Den entsprechenden Bescheid reichte die Rosario Mining an ihren Justiziar, Philander C. Knox, weiter und finanzierte zugleich einen von Emiliano Chamorro Vargas, dem Vorsitzenden des Partido Conservador, geführten Aufstand gegen die Regierung. Am 4. März 1909 wurde Philander C. Knox US-Außenminister unter William Howard Taft.

## Die US-Militärintervention

### Der Aufstand gegen Präsident Zelaya
Zelaya hatte General Juan José Estrada als Gouverneur der Moskitoküste eingesetzt. Der US-Konsul in Bluefields, Thomas P. Moffatt, ermunterte Estrada zu einem Aufstand gegen Zelaya und ließ ihn wissen, dass Estrada in diesem Falle auf die Unterstützung der US-Regierung zählen könne. Thomas P. Moffatt hielt zugleich Kontakt zu Emiliano Chamorro Vargas. Der Aufstand begann am 10. September 1909.
Zum Schutz von US-Bürgern waren schon die US-Kriegsschiffe USS Paducah und die USS Dubuque nach Bluefields beordert worden, die Truppen anlandeten. US-Bürger gehörten zu der Söldnertruppe, welche den von der Rosario Mining Company finanzierten Aufstand des Partido Conservador leiteten. Die New York Times stellte acht von ihnen namentlich vor, darunter ein Waffenhändler und ein Angehöriger der Panama Constabulary, der Schutztruppe beim Bau des Panama-Kanals. Zwei US-Bürger mit honduranischer Staatsbürgerschaft, Lee Roy Cannon und Leonard Groce, wurden gefasst, als sie versuchten, an Schiffen, die nicaraguanische Truppen auf dem Río San Juan transportierten, Minen anzubringen. Die beiden Söldner wurden am 14. November 1909 mit etwa 300 weiteren Aufständischen zum Tod verurteilt und zwei Tage später hingerichtet.

### Die Note von US-Außenminister Knox und diePactos Dawson
Auf den 2. Dezember 1909 ist eine Note von Philander C. Knox datiert, mit der die US-Regierung die Beziehungen zur Regierung José Santos Zelaya offiziell beendete.

„Die Regierung der Vereinigten Staaten ist davon überzeugt, dass die aktuelle Revolution den Idealen und Wünschen der Mehrheit der Nicaraguaner mehr entspricht, als die Regierung von Präsident Zelaya, und dass deren friedfertige Kontrolle sich beinahe so weit erstreckt wie die Kontrolle, welche die Regierung in Managua zuvor auf so strenge Art durchzusetzen versuchte. Zu all dem kommt, dass offiziellen Berichte aus verschiedenen Quellen darauf hinweisen, dass in den westlichen Provinzen von Nicaragua ein Aufstand für einen mit dem bisherigen Regime verbundenen Präsidentschaftskandidaten stattfindet. Offensichtlich erstreben neue Elemente einen Zustand der Anarchie, was der Regierung der Vereinigten Staaten keinen Ansprechpartner lässt, mit dem sie die Wiedergutmachung für den Tod der Herren Cannon und Groce regeln könnte sowie den Schutz amerikanischer Bürger und Interessen in Nicaragua. Unter diesen Umständen empfindet der Präsident der Vereinigten Staaten für die Regierung von Präsident Zelaya nicht mehr die notwendige Achtung und das Vertrauen, die der Pflege diplomatischer Beziehungen angemessen sind, nämlich den Willen und die Fähigkeit das zu respektieren und sicherzustellen, was ein Staat einem anderen schuldig ist.
The Government of the United States is convinced that the revolution represents the ideals and the will of a majority of the Nicaraguan people more faithfully than does the Government of President Zelaya, and that its peaceable control is well nigh as extensive as that hitherto so sternly attempted by the Government of Managua. There is now added the fact, as officially reported from more than one quarter, that there are already indications of a rising in the western provinces in favor of a Presidential candidate intimately associated with the old régime. In this it is easy to see new elements tending toward a condition of anarchy, which leaves at a given time no definite responsible source to which the Government of the United States could look for reparation for the killing of Messrs. Cannon and Groce, or, indeed, for the protection which must be assured American citizens and American interests in Nicaragua. In these circumstances the President no longer feels for the Government of President Zelaya that respect and confidence which would make it appropriate hereafter to maintain with it regular diplomatic relations, implying the will and the ability to respect and assure what is due from one State to another.“

Am 17. Dezember 1909 trat Zelaya zurück und ging nach Mexiko, Belgien und schließlich New York ins Exil.
Nachdem die USA General Juan José Estrada am 29. August 1910 zur Präsidentschaft verholfen hatten, entsandte US-Präsident Taft den Diplomaten Thomas Cleland Dawson nach Nicaragua. Nach tagelangen Verhandlungen auf einem US-Kriegsschiff unterzeichneten am 27. Oktober 1910 Juan José Estrada, Außenminister Adolfo Díaz, Kriegsminister Luís Mena Solórzano und Emiliano Chamorro Vargas eine Reihe von Verpflichtungserklärungen, die als Pactos Dawson (Dawson Pacts) bekannt wurden. Darin unterwarf sich Nicaragua den US-Forderungen bezüglich des Schutzes der US-Investitionen und der künftigen politischen Ordnung des Landes.

### „Menas Krieg“
Am 8. Mai 1911 ließ Juan José Estrada seinen Kriegsminister Luís Mena Solórzano unter Arrest stellen. Am 9. Mai 1911 trat Juan José Estrada zugunsten seines Vizepräsidenten Adolfo Díaz zurück. Adolfo Díaz ernannte Emiliano Chamorro Vargas zum Kriegsminister, der Einfluss von Luís Mena Solórzano auf das Militär blieb aber ungebrochen.
Am 31. Mai 1911 kam es zu einer Explosion in der Kaserne auf Loma de Tiscapa, dem damaligen Amtssitz des Präsidenten. Die US-Navy nahm dies zum Anlass, vor der atlantischen wie vor der pazifischen Küste Nicaraguas Schiffe zusammenzuziehen.
Am 10. Oktober 1911 wählte die Asamblea Nacional anstelle von Adolfo Díaz, den die USA favorisiert hatten, Luis Mena Solórzano für die Legislaturperiode 1913 bis 1916 zum Präsidenten. Um Adolfo Díaz im Amt zu halten, setzte US-Präsident Taft acht Kriegsschiffe mit 412 Marinesoldaten, 2.600 Infanteristen und 125 Offizieren unter dem Kommando von Major Smedley D. Butler in Marsch. Die US-Truppen landeten am 15. August 1912 in Corinto.
Vom 5. bis 11. September landete der Kreuzer USS California US-amerikanische Truppen in San Juan del Sur an. Am 14. September 1912 stellte der US-Botschafter George Weitzel dem Präsidenten Luís Mena in Granada (Nicaragua) ein Ultimatum. Er verwies auf die Beschädigung von US-Besitz während der Unruhen, u. a. Schäden an Bahnstrecken der Ferrocarril de Nicaragua und an Dampfern der Compañía del Pacífico, die Menas Truppen aufgebracht hatten. Weitzel drohte mit der Besetzung des Landes durch US-Truppen, sofern die Forderungen der USA nicht innerhalb von drei Tagen befriedigt würden.
So begann La Guerra de Mena (Menas Krieg). Luís Mena war krank und in Granada (Nicaragua) ans Bett gebunden; er war außerstande, den Widerstand zu organisieren. Am 24. September 1912 kapitulierte Mena mit seinen 700 Soldaten gegenüber Admiral William Henry Hudson Southerland. General Mena und sein Sohn Daniel wurden nach Panama exiliert.

### Die Eroberung der Festung Coyotepe

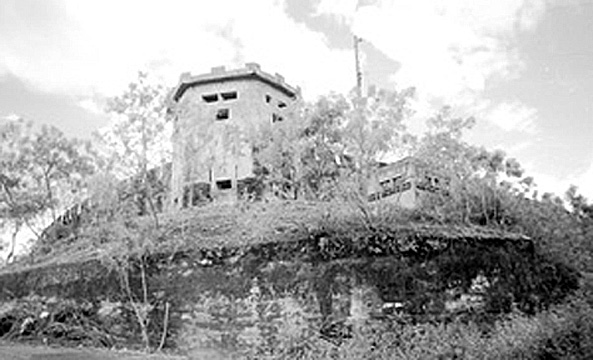
El Coyotepe 1

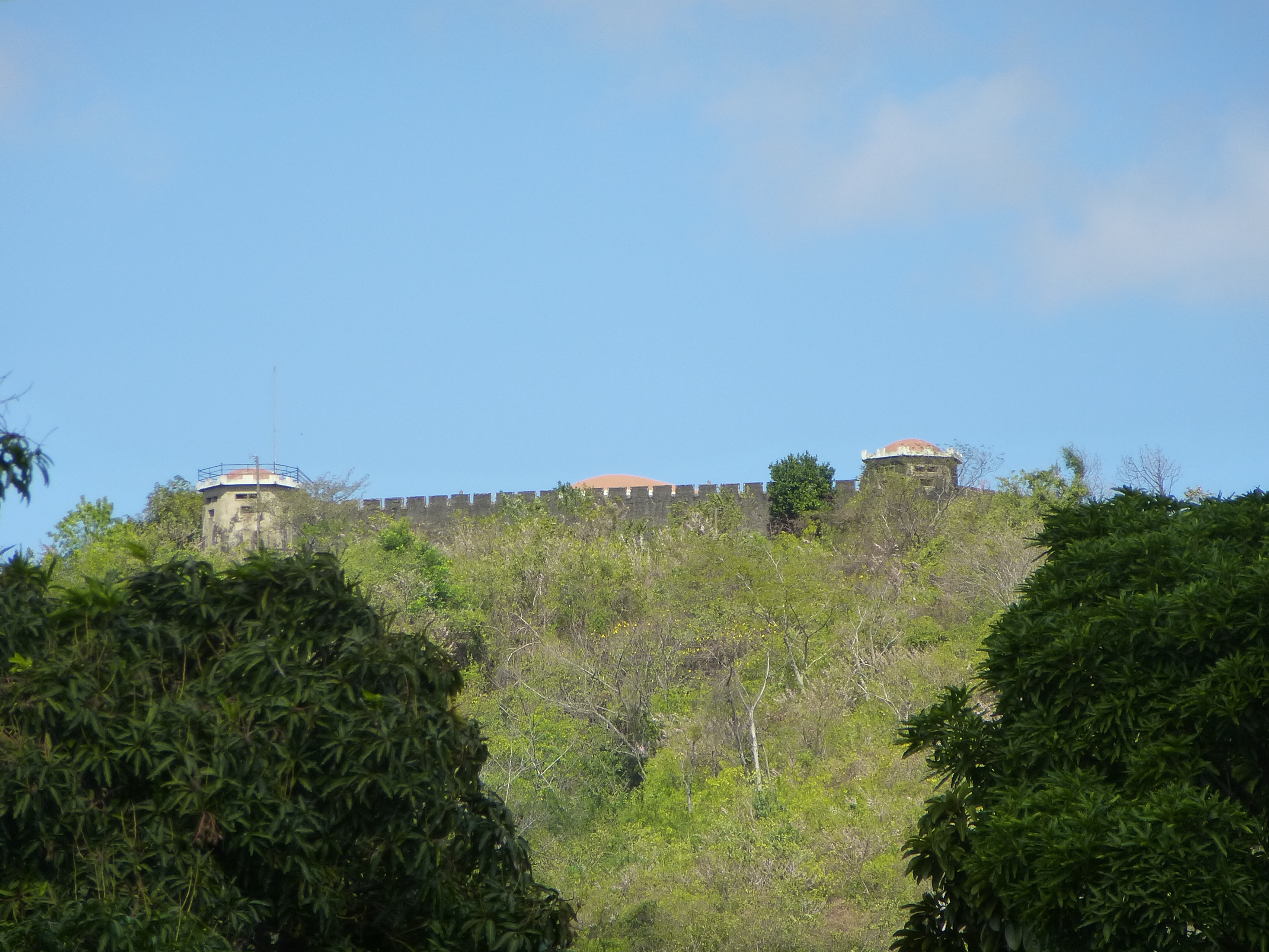
Coyotepe

Die Schlacht von Coyotepe fand am 3./4. Oktober 1912 statt. General Benjamín Zeledón, der unter Präsident Zelaya Kriegsminister gewesen war, hatte sich mit Artillerie in der Festung Coyotepe bei Masaya verschanzt und kontrollierte von dort die Bahnlinie Managua – Granada. Am 3. Oktober 1912 erlitt Zeledón bei einem Ausbruchsversuch schwere Verletzungen, welchen er am Folgetag erlag. Der United States Marine Corps beschoss am 3. Oktober die Festung, bis von dieser das Feuer nicht mehr erwidert wurde. Bei Tagesanbruch des 4. Oktober 1912 wurde Coyotepe gestürmt. Bei dem Angriff wurden vier Marines getötet und fünf verwundet; unter den Verteidigern fielen 40, 18 wurden schwer verletzt.

## Das Ende der Besatzung
Die politischen Grundlagen für einen Abzug der US-Truppen wurden unter Präsident Bartolomé Martínez González gelegt. Abgezogen wurden die US-Truppen erst 1925 unter Präsident José Carlos Solórzano Gutiérrez.